# Alexander M. Helmer
Alexander Maria Helmer (* 19. Juni 1968 in Wien) ist ein österreichischer Sänger, Schauspieler, Regisseur, Komponist und Texter.

## Leben
Nach Abschluss eines Gesangs- und Schauspielstudium an der Universität für Musik und darstellende Kunst Wien und am Konservatorium der Stadt Wien hatte Alexander M. Helmer 1986 sein Theaterdebüt als Koloman Zsupán in Gräfin Mariza am Stadttheater Baden. 1997 erhielt er den Förderpreis des Bayerischen Rundfunks und der Hanns-Seidel-Stiftung für junge Songpoeten. 1998 folgte der Fred-Jay-Preis für deutschsprachige Textdichter. 2000 stellte Helmer den Nostradamus in der Welturaufführung des gleichnamigen Musicals dar. Sein Regiedebüt gab er 2001 am Stadttheater Passau mit Ernst Kreneks Oper Der Diktator.
Engagements hatte er unter anderem am Tiroler Landestheater Innsbruck, am Stadttheater Baden, am Landestheater Coburg, am Frankfurter Boulevardtheater „Die Komödie“, am Ronacher-Theater in Wien, am Pfalztheater Kaiserslautern, an den Vereinigten Bühnen Bozen, am Stadttheater Bern, bei den Freilichtspielen Tecklenburg, am Theater Regensburg und bei den Luisenburg–Festspielen nahe der Stadt Wunsiedel im Fichtelgebirge.
Im Fernsehen war Helmer in kleineren Rollen  in der deutsch-österreichischen Fernsehserie Schlosshotel Orth oder der österreichischen Filmbiografie Die Strauß-Dynastie zu sehen. Auch in der Fernsehreihe Tatort hatte er einen Auftritt.
Nicht nur in Österreich, sondern auch in Deutschland konnte Helmer Top-10-Platzierungen erreichen. Mit Engel müssen frei sein belegte er 2002 vier Wochen lang Platz eins der deutschen Airplaycharts. 2005 war Helmer mit Was für ein Tag vier Wochen die Nummer eins in den deutschen Airplaycharts.

## Rollen (Auswahl)
- Die Fledermaus … als Eisenstein
- Die lustige Witwe … als Danilo
- Im weißen Rößl … als Leopold
- Wiener Blut … als Josef
- Astutuli … als Gagler
- Gigi … als Gaston
- Can–Can … als Aristide
- Die verkaufte Braut … als Wenzel
- Ich, Marlene … als Sternberg
- I do I do … als Michael
- Schwarzwaldmädel … als Richard
- Der Mann von La Mancha … als Sancho Pansa
- Hello, Dolly! … als Cornelius
- Funny Girl … als Eddie Ryan
- Das Dreimäderlhaus … als Schober
- Der Zigeunerbaron … als Homonay
- Die Blume von Hawaii … als Jim Boy
- Madame Pompadour … als Calicot
- Der Graf von Luxemburg … als Brissard
- Nostradamus … als Nostradamus
- Pippi Langstrumpf … als Polizist Klang
- Kiss Me, Kate … als 1. Ganove
- Jekyll & Hyde … als Simon Stride
- Die Zirkusprinzessin … als Toni Schlumberger
- Das Phantom der Oper … als Phantom
- Die schöne Helena … als Ajax 1
- Maske in Blau … als Sepp Fraunhofer
- Soloprogramm "Bel Ami" … Revue eines Gigolos
- Sommernachtstraum … als Oberon
- Lumpazivagabundus … als Zwirn
- Eine Nacht in Venedig … als Papacoda

## Komponist und Texter
- Roberto Blanco
- Vreni Margreiter
- Reiner Kirsten
- Gitti und Erika
- Volxrock

## TV-Shows (Auswahl)
- Musik liegt in der Luft (ZDF)
- Showpalast (ZDF)
- Festival der Sieger (ARD)
- MDR Deutsches Schlagermagazin
- Grand Prix der Volksmusik (ORF)
- Licht ins Dunkel (ORF)
- Songs an einem Sommerabend (BR)
- Wunschbox (ARD)
- Schlagerkarussell (ORF)
- Silvesterparty (MDR)
- Deutsche Schlagerparade (ARD)
- Mit Volldampf durch das Peissnitztal (MDR)
- Mit Volldampf durch das Fichtelgebirge (MDR)
- Brieflos-Show (ORF 2)
- Saschas Schlagerzeilen (Goldstar TV)[6]

## Diskografie

### Soloalben
- 1994: Ein ganz besonderer Mann
- 1996: Manchmal für immer
- 2000: Zeit zu fliegen
- 2002: Best of Alexander M. Helmer
- 2004: Sehnsuchtskarussell
- 2007: Liebessüchtig
- 2015: Bel Ami